# Westpark (Ingolstadt)
Der Westpark, Eigenschreibweise WestPark, ist ein Einkaufszentrum im Nordwesten der Stadt Ingolstadt. Es wurde 1996 eröffnet, 2012 erweitert und zählt mit einer Verkaufsfläche von 32.000 Quadratmeter zu den größten Einkaufszentren in Bayern.

## Lage
Der Westpark liegt in der Peripherie Ingolstadts, etwa 3 Kilometer nordwestlich vom historischen Stadtkern entfernt, nördlich der Bundesstraße 13 und der Nordtangente an der vom Kreisverkehr Audi-Ring nach Norden verlaufenden Straße Am Westpark.
Östlich an den Westpark angrenzend entstand bis 2020 das Gelände der Landesgartenschau Ingolstadt 2021.

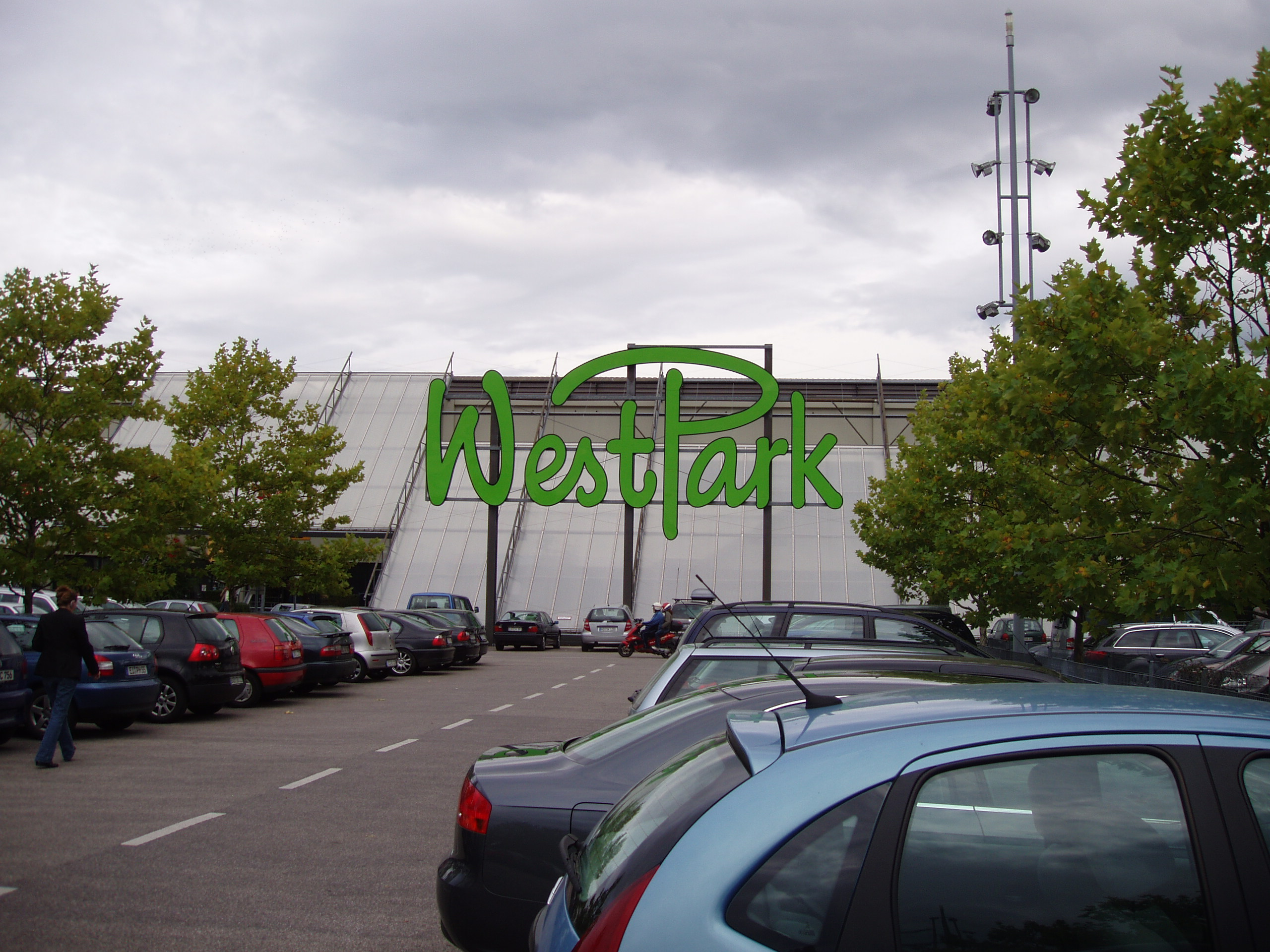
Parkplatz vor dem Gebäude mit Westpark-Schriftzug (2006)
Luftbild des Geländes (2022)

## Geschichte
Die CIVILIS Grundstücksvermietungsgesellschaft mbH mit Sitz in Gaimersheim und dem Unternehmensgegenstand „Errichtung, Vermietung, Verwertung, Veräußerung und Verwaltung des geplanten Einkaufszentrums (Westpark)“ wurde mit dem Gesellschaftsvertrag vom 9. Mai 1986 gegründet, der Eigentümer des Gebäudes wurde. Die Westpark Einkaufszentrum Verwaltungs-GmbH mit Sitz in Gaimersheim und dem Unternehmensgegenstand „Bau und Verwaltung des Einkaufszentrums“ wurde mit dem Gesellschaftsvertrag vom 14. April 1994 gegründet. Beide Gesellschaften sind Tochterunternehmen der Edeka Südbayern. Im Zuge der Planungen des Westparks kam es zu Differenzen zwischen der Stadt Ingolstadt und der Stadt Neuburg an der Donau, die eine Abwanderung der Kaufkraft von Neuburg nach Ingolstadt befürchtete. Eine Einigung beim Verwaltungsgerichtshof erfolgte 1997 durch einen gerichtlichen Vergleich, der die Größe der Verkaufsfläche auf 22.000 m² begrenzte. Der Westpark wurde als Einkaufszentrum nach US-amerikanischem Vorbild errichtet. Das 80 m breite Gebäude mit einer Länge von 320 m und einer Gesamtgröße von 36.000 m², von der 22.000 m² auf zwei Etagen als Verkaufsfläche genutzt wurde, wurde am 21. März 1996 eröffnet.
Ende 2004 kam ein weiterer Bau an der Südwest-Seite des Westparks hinzu, der unter anderem ein CineStar-Multiplex-Kino beherbergt.
Ab Ende 2010 wurde das Gebäude nach Plänen des Ingolstädter Architekturbüros Helmut und Klaus Stich zusammen mit dem Landschaftsarchitekten Wolfgang Weinzierl um einen Gebäudetrakt nach Norden auf insgesamt 450 m verlängert um eine Fläche von 22.500 m² vergrößert. Die Erweiterung wurde am 28. März 2012 gefeiert und am Folgetag eröffnet. Dadurch stieg die Verkaufsfläche auf 32.000 m² und die Anzahl der Geschäfte um 45 auf 145. und der Westpark wurde zu einem der größten Einkaufszentren in Bayern.
Zum Gelände der angrenzenden Landesgartenschau 2021 wurde 2019 und 2020 ein Zugang an der Rückseite des Gebäudes errichtet.